# Ordine al merito della sicurezza nazionale
L'ordine al merito della sicurezza nazionale è un ordine cavalleresco della Corea del Sud.

## Storia
L'ordine è stato fondato nel 1967 per premiare i servizi distinti per la sicurezza nazionale e riformato nel 1973.

## Classi
L'ordine dispone delle seguenti classi di benemerenza:
- medaglia Tong-il Immagine
- medaglia Gukseon Immagine
- medaglia Cheon-Su Immagine
- medaglia Sam-il Immagine
- medaglia Gwangbok Immagine

| Nastri            |                 |                   |                  |                  |
| Medaglia Gwangbok | Medaglia Sam-il | Medaglia Cheon-Su | Medaglia Gukseon | Medaglia Tong-il |

## Insegne
- Il nastro cambia a seconda della classe.